# Queen Street Mall
Queen Street Mall est une importante rue piétonne du centre-ville de Brisbane, en Australie. 

## Situation et accès
Aménagée peu avant les jeux du Commonwealth de 1982, puis agrandie au moment de l'exposition internationale de 1988, cette artère commerçante abrite grands magasins, restaurants, cinémas, bars, discothèques et hôtels. 
Près de 26 millions de personnes fréquentent chaque année les quelque 700 boutiques qui composent ce vaste ensemble commercial.
Comptant parmi les poumons économiques de Brisbane, Queen Street Mall forme un ensemble compact de plusieurs centaines de boutiques s'étendant de part et d'autre du long cordon pavé formé par Queen Street. Servant de fil conducteur, cet espace public est le rendez-vous des artistes de rue, des musiciens et sert également de lieu d'exposition pour des œuvres d'art des plus diverses. 
Pare-soleils modernistes, compositions florales et arbustives en hauteur se marient aux façades des immeubles anciens qui bordent la rue. Des terrasses arborées, des espaces de repos, des fontaines et des kiosques occupent la partie centrale de la voie, rompant la monotonie qui caractérise parfois les grands axes piétons.
Plusieurs centres commerciaux sont implantés aux abords de la zone : le plus ancien est le Brisbane Arcade (ouvert en 1923), suivi du Tattersall's Arcade (1926), du Wintergarden (1982), du Myer Centre (1988), du Broadway on the Mall (1989) et du Queens Plaza (2005, agrandi en 2008). 
Le plus vaste est le Myer Centre, qui s'étend sur huit niveaux et compte près de 170 boutiques, plusieurs cinémas, établissements de restauration rapide, bars et hypermarchés (Myer et Cole). 
Le Queens Plaza est quant à lui réputé pour ses enseignes internationales et ses boutiques de luxe (Louis Vuitton, Tiffany & Co, David Jones, Montblanc, Bally). 
À l'opposé du Myer Centre, Queen Adelaide Building est un centre commercial essentiellement tourné vers le sport et les arts de vivre. Il regroupe plusieurs dizaines de boutiques telles que Adidas, Rebel Sport et Sportsgirl.
Le Queen Street Mall compte également plusieurs restaurants dont quatre sont ouverts 24 heures sur 24 : Milano's (restauration européenne), Jimmy's on the Mall (cuisine asiatique), Cafe East (cuisine fusion) et Pig 'n' Whistle (cuisine australienne et britannique). De nombreux bars et enseignes de restauration rapide sont implantés dans ce quartier fréquenté.

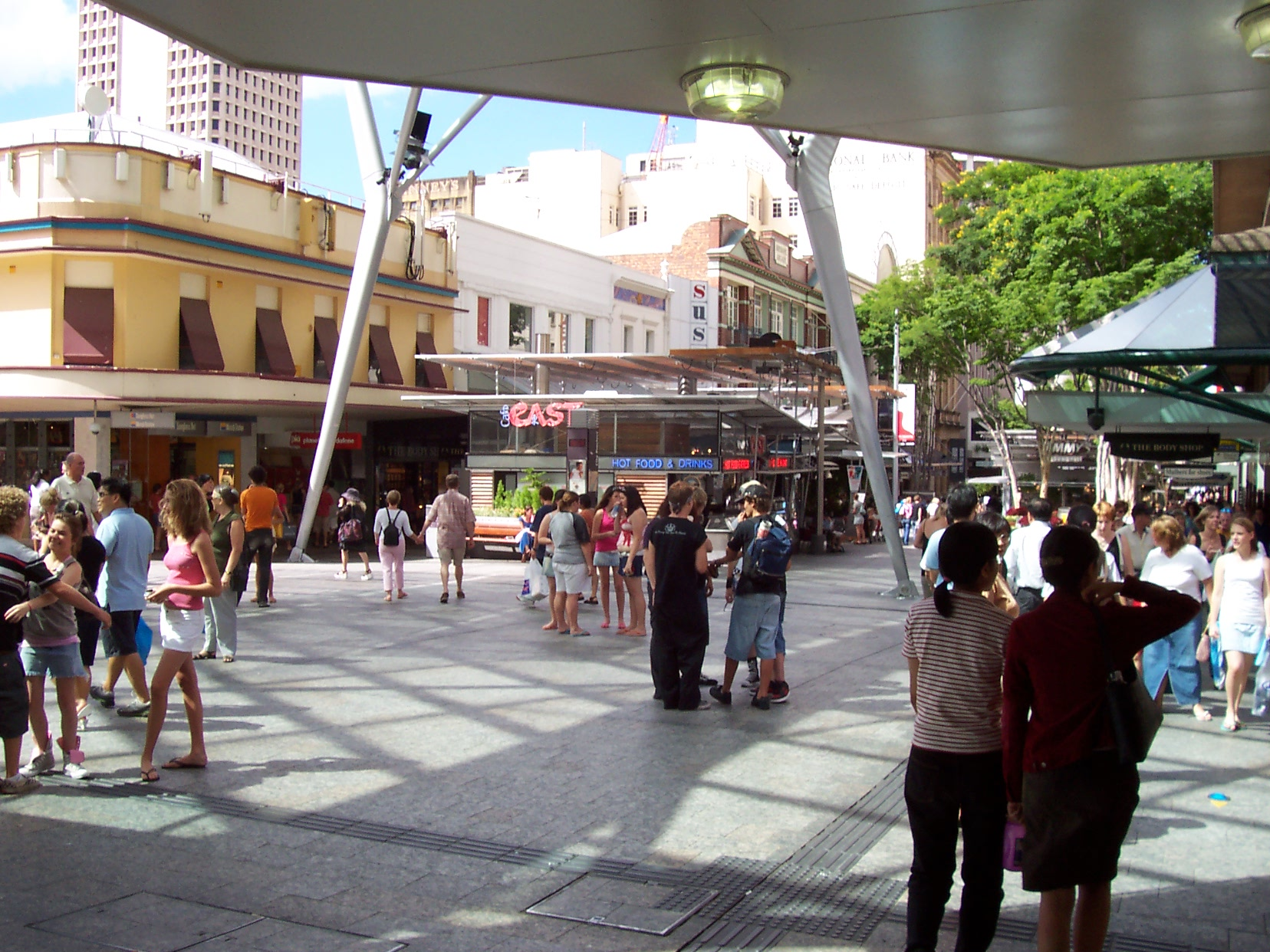
Un aspect du Queen Street Mall.
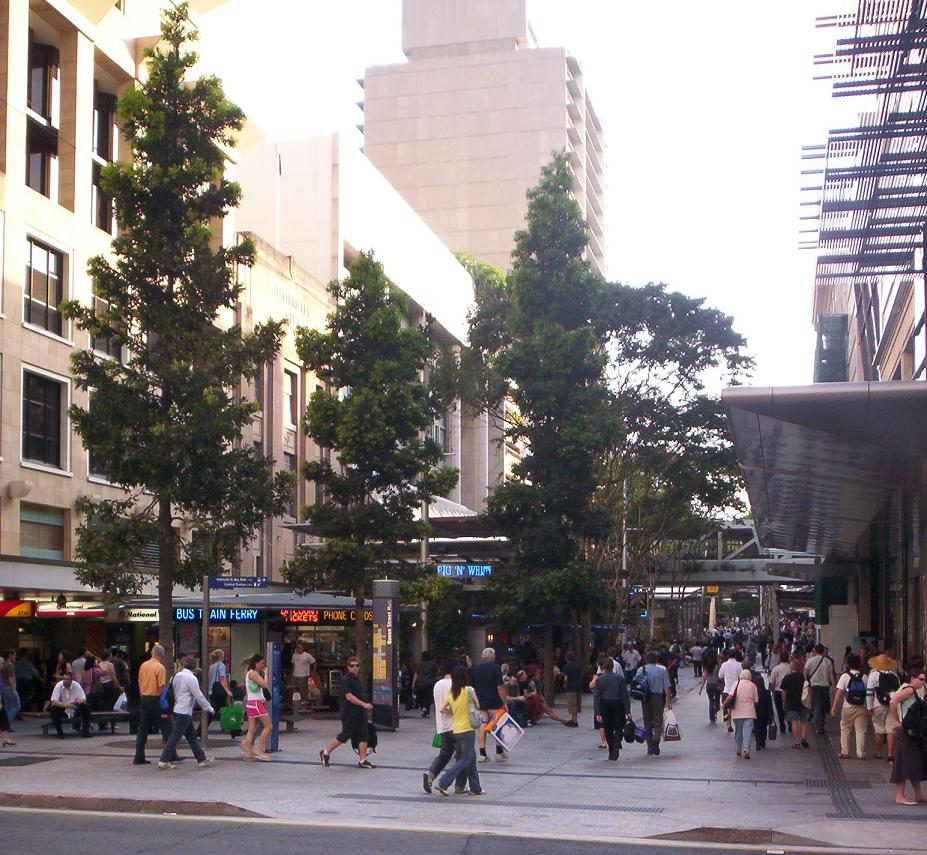
Queen Street Mall.

## Annexe